# Belden (Nebraska)
Belden è un comune degli Stati Uniti d'America, situato nello Stato del Nebraska, nella contea di Cedar.